# (1276) Ucclia
(1276) Ucclia est un astéroïde de la ceinture principale découvert le 24 janvier 1933 à Uccle par l'astronome belge Eugène Delporte. Sa désignation provisoire était 1933 BA.
Il est nom d'après Uccle et l'observatoire royal de Belgique, situé dans la commune.